# 토리섬

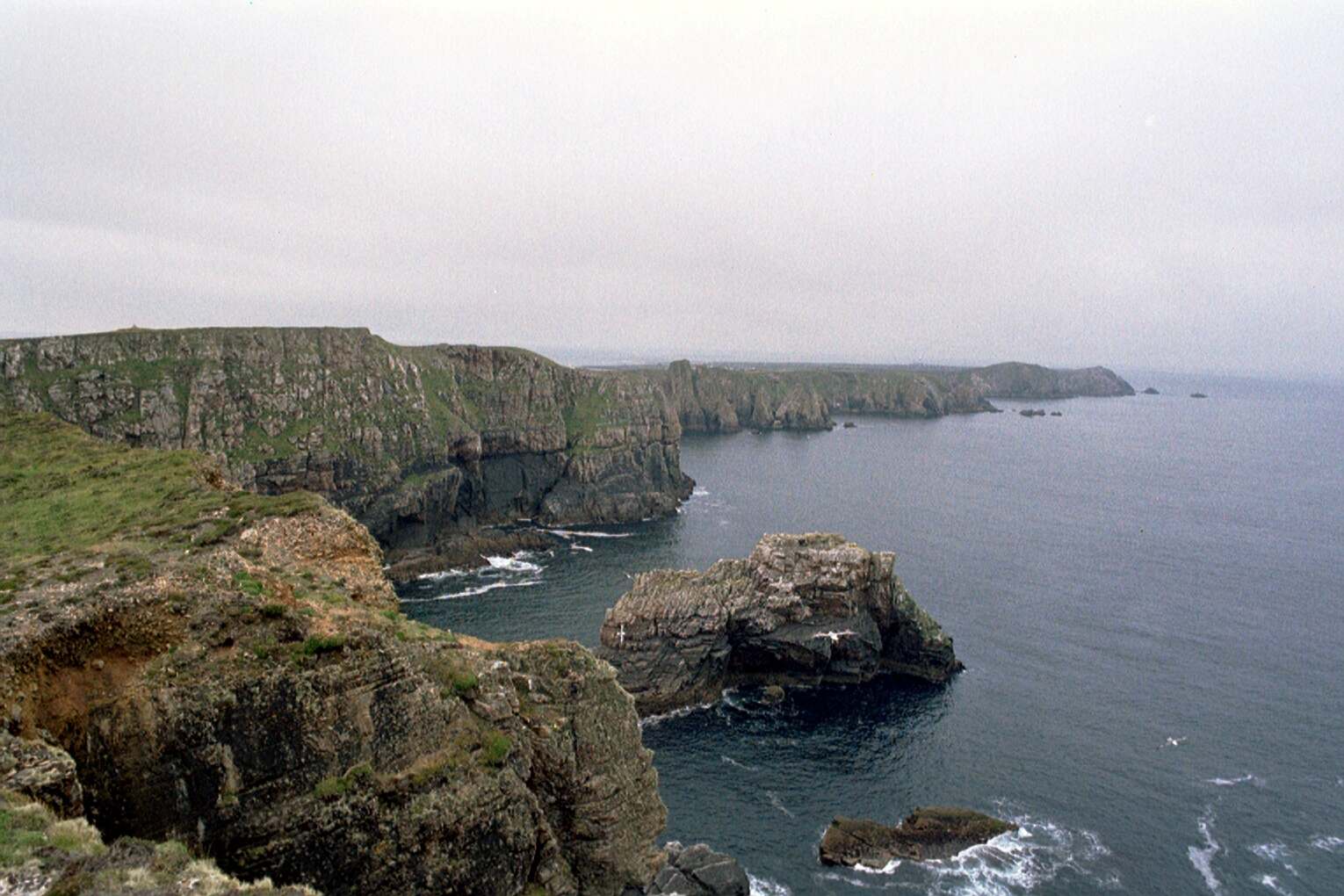
둔 발로르 반도에서 본 전경.

토리섬(아일랜드어: Oileán Toraigh)은 아일랜드 얼스터 더니골주 해안에서 서북쪽으로 14.5 킬로미터 떨어진 곳에 있는 섬이다. 아일랜드 본섬에서 가장 멀리 떨어져 있는 유인도다. 영어로는 "토리섬(영어: Tory island)"이라고 하지만 게일터흐트 지역이기 때문에 아일랜드어 이름만 공식 명칭으로 인정된다. "Toraigh"라는 이름은 중세 게일어로 떼도둑을 의미하는 "토러이(중세 아일랜드어: Tóraidhe)"가 어원이다. 영국 보수당의 멸칭인 토리와 어원이 같다.
아일랜드 신화에서는 포모르의 왕 발로르의 거성이 있었던 곳이라고 한다.